# Wereldkampioenschap handbal vrouwen 2023
Het 26ste wereldkampioenschap handbal voor vrouwen vond plaats in Denemarken, Noorwegen en Zweden van 29 november tot en met 17 december 2023.
Frankrijk won het toernooi door het Noorse team in de finale te verslaan en werd daarmee voor de derde keer wereldkampioen. De wedstrijd om de derde plaats werd gewonnen door Denemarken, dat zweden nipt versloeg. De winnaar van het toernooi plaatste zich direct voor de Olympische Spelen 2024 in Parijs. Omdat Frankrijk als gastland al automatisch was gekwalificeerd, plaatste de zilveren medaillewinnaar Noorwegen zich voor de Olympische Spelen. 
Het Nederlandse team eindigde op de vijfde plaats en bedong daarmee een gunstige indeling (met Argentinië, Spanje en Tsjechië) voor het olympisch kwalificatietoernooi dat in april 2024 wordt gespeeld.

## Gekwalificeerde landen
| Competitie                                              | Data                            | Aantal plaatsen | Gekwalificeerd                                                                      |
| ------------------------------------------------------- | ------------------------------- | --------------- | ----------------------------------------------------------------------------------- |
| Gastlanden                                              | 28 januari 2017                 | 3               | Denemarken Noorwegen Zweden                                                         |
| Zuid- en Centraal Amerikaans kampioenschap handbal 2024 | 14-20 november 2022             | 4               | Chili Paraguay Argentinië Brazilië                                                  |
| Aziatisch kampioenschap handbal vrouwen 2022            | 24 november – 5 december 2022   | 5               | China Iran Japan Kazachstan Zuid-Korea                                              |
| Europees kampioenschap 2022                             | 4–20 november 2022              | 3               | Frankrijk Montenegro Nederland                                                      |
| Afrikaans kampioenschap handbal vrouwen 2022            | 9–19 november 2022              | 4               | Angola Congo-Brazzaville Kameroen Senegal                                           |
| Noord-Amerikaans kampioenschap handbal 2023             | 4–11 juni 2023                  | 1               | Groenland                                                                           |
| Europese kwalificatie                                   | 2 november 2022 – 12 april 2023 | 10              | Kroatië Tsjechië Duitsland Hongarije Polen Roemenië Servië Slovenië Spanje Oekraïne |
| Wildcard                                                | 3 juli 2023                     | 2               | Oostenrijk IJsland                                                                  |

1. 1 2  Indien landen uit Oceanië (Australië of Nieuw-Zeeland) deelnemen op het Aziatische kampioenschap en binnen de top 5 eindigen hebben zij zich gekwalificeerd voor het wereldkampioenschap. Indien zij op plek 6 of lager eindigen, zal de plaats worden ingevuld door een extra wildcard.

## Speelsteden
| Herning                              | Kolding                         | Oslo                              |
| ------------------------------------ | ------------------------------- | --------------------------------- |
| Jyske Bank Boxen Capaciteit: 12.500  | Sydbank Arena Capaciteit: 5.000 | Nye Jordal Amfi Capaciteit: 5.500 |
|                                      |                                 |                                   |
| Trondheim                            | Malmö                           | Gothenburg                        |
| Trondheim Spektrum Capaciteit: 8.800 | Malmö Arena Capaciteit: 13.000  | Scandinavium Capaciteit: 12.000   |
|                                      |                                 |                                   |

## Loting
De loting voor de 1e groepsronde vond plaats op 6 juli 2023 in Gothenburg, Zweden.

## 1e Groepsfase

### Groep A
| Pos | Team       | Wed | W | G | V | Ptn | DV | DT | +/− | Kwalificatie   |
| --- | ---------- | --- | - | - | - | --- | -- | -- | --- | -------------- |
| 1   | Zweden (G) | 3   | 3 | 0 | 0 | 6   | 84 | 59 | +25 | Hoofdronde     |
| 2   | Kroatië    | 3   | 1 | 1 | 1 | 3   | 78 | 57 | +21 | Hoofdronde     |
| 3   | Senegal    | 3   | 1 | 1 | 1 | 3   | 62 | 63 | −1  | Hoofdronde     |
| 4   | China      | 3   | 0 | 0 | 3 | 0   | 52 | 97 | −45 | Presidents Cup |

1. 1 2  Kroatië 22–22 Senegal

### Groep B
| Pos | Team       | Wed | W | G | V | Ptn | DV | DT  | +/− | Kwalificatie   |
| --- | ---------- | --- | - | - | - | --- | -- | --- | --- | -------------- |
| 1   | Montenegro | 3   | 3 | 0 | 0 | 6   | 90 | 55  | +35 | Hoofdronde     |
| 2   | Hongarije  | 3   | 2 | 0 | 1 | 4   | 92 | 56  | +36 | Hoofdronde     |
| 3   | Kameroen   | 3   | 1 | 0 | 2 | 2   | 57 | 87  | −30 | Hoofdronde     |
| 4   | Paraguay   | 3   | 0 | 0 | 3 | 0   | 61 | 102 | −41 | Presidents Cup |

### Groep C
| Pos | Team          | Wed | W | G | V | Ptn | DV  | DT  | +/− | Kwalificatie   |
| --- | ------------- | --- | - | - | - | --- | --- | --- | --- | -------------- |
| 1   | Noorwegen (G) | 3   | 3 | 0 | 0 | 6   | 121 | 62  | +59 | Hoofdronde     |
| 2   | Oostenrijk    | 3   | 2 | 0 | 1 | 4   | 101 | 97  | +4  | Hoofdronde     |
| 3   | Zuid-Korea    | 3   | 1 | 0 | 2 | 2   | 79  | 79  | 0   | Hoofdronde     |
| 4   | Groenland     | 3   | 0 | 0 | 3 | 0   | 50  | 113 | −63 | Presidents Cup |

### Groep D
| Pos | Team      | Wed | W | G | V | Ptn | DV | DT | +/− | Kwalificatie   |
| --- | --------- | --- | - | - | - | --- | -- | -- | --- | -------------- |
| 1   | Frankrijk | 3   | 3 | 0 | 0 | 6   | 92 | 78 | +14 | Hoofdronde     |
| 2   | Slovenië  | 3   | 2 | 0 | 1 | 4   | 87 | 79 | +8  | Hoofdronde     |
| 3   | Angola    | 3   | 0 | 1 | 2 | 1   | 79 | 86 | −7  | Hoofdronde     |
| 4   | IJsland   | 3   | 0 | 1 | 2 | 1   | 72 | 87 | −15 | Presidents Cup |

1. 1 2  Angola 26–26 IJsland

### Groep E
| Pos | Team           | Wed | W | G | V | Ptn | DV  | DT  | +/− | Kwalificatie   |
| --- | -------------- | --- | - | - | - | --- | --- | --- | --- | -------------- |
| 1   | Denemarken (G) | 3   | 3 | 0 | 0 | 6   | 110 | 55  | +55 | Hoofdronde     |
| 2   | Roemenië       | 3   | 2 | 0 | 1 | 4   | 104 | 86  | +18 | Hoofdronde     |
| 3   | Servië         | 3   | 1 | 0 | 2 | 2   | 79  | 78  | +1  | Hoofdronde     |
| 4   | Chili          | 3   | 0 | 0 | 3 | 0   | 46  | 120 | −74 | Presidents Cup |

### Groep F
| Pos | Team      | Wed | W | G | V | Ptn | DV  | DT  | +/− | Kwalificatie   |
| --- | --------- | --- | - | - | - | --- | --- | --- | --- | -------------- |
| 1   | Duitsland | 3   | 3 | 0 | 0 | 6   | 109 | 69  | +40 | Hoofdronde     |
| 2   | Polen     | 3   | 2 | 0 | 1 | 4   | 84  | 78  | +6  | Hoofdronde     |
| 3   | Japan     | 3   | 1 | 0 | 2 | 2   | 102 | 73  | +29 | Hoofdronde     |
| 4   | Iran      | 3   | 0 | 0 | 3 | 0   | 47  | 122 | −75 | Presidents Cup |

### Groep G
| Pos | Team       | Wed | W | G | V | Ptn | DV  | DT  | +/− | Kwalificatie   |
| --- | ---------- | --- | - | - | - | --- | --- | --- | --- | -------------- |
| 1   | Spanje     | 3   | 3 | 0 | 0 | 6   | 93  | 62  | +31 | Hoofdronde     |
| 2   | Brazilië   | 3   | 2 | 0 | 1 | 4   | 106 | 62  | +44 | Hoofdronde     |
| 3   | Oekraïne   | 3   | 1 | 0 | 2 | 2   | 77  | 91  | −14 | Hoofdronde     |
| 4   | Kazachstan | 3   | 0 | 0 | 3 | 0   | 56  | 117 | −61 | Presidents Cup |

### Groep H
| Pos | Team              | Wed | W | G | V | Ptn | DV  | DT  | +/− | Kwalificatie   |
| --- | ----------------- | --- | - | - | - | --- | --- | --- | --- | -------------- |
| 1   | Nederland         | 3   | 3 | 0 | 0 | 6   | 114 | 66  | +48 | Hoofdronde     |
| 2   | Tsjechië          | 3   | 2 | 0 | 1 | 4   | 83  | 77  | +6  | Hoofdronde     |
| 3   | Argentinië        | 3   | 1 | 0 | 2 | 2   | 79  | 98  | −19 | Hoofdronde     |
| 4   | Congo-Brazzaville | 3   | 0 | 0 | 3 | 0   | 68  | 103 | −35 | Presidents Cup |

## Presidents Cup

### Groep I
| Pos | Team      | Wed | W | G | V | Ptn | DV | DT | +/− | Kwalificatie |
| --- | --------- | --- | - | - | - | --- | -- | -- | --- | ------------ |
| 1   | IJsland   | 3   | 3 | 0 | 0 | 6   | 92 | 56 | +36 | 25e plaats   |
| 2   | China     | 3   | 2 | 0 | 1 | 4   | 78 | 74 | +4  | 27e plaats   |
| 3   | Paraguay  | 3   | 1 | 0 | 2 | 2   | 60 | 67 | −7  | 29e plaats   |
| 4   | Groenland | 3   | 0 | 0 | 3 | 0   | 57 | 90 | −33 | 31e plaats   |

| 7 december 2023 15:30 | China | 23–20   | Paraguay             | Arena Nord, Frederikshavn Toeschouwers: 254 Scheidsrechters: Altmár, Horváth (HUN) |
| 7 december 2023 15:30 | Jin 6 | (9–10)  | Fernández, Insfrán 6 | Arena Nord, Frederikshavn Toeschouwers: 254 Scheidsrechters: Altmár, Horváth (HUN) |
| 7 december 2023 15:30 | 6× 1× | verslag | 1×                   | Arena Nord, Frederikshavn Toeschouwers: 254 Scheidsrechters: Altmár, Horváth (HUN) |

| 7 december 2023 18:00 | Groenland | 14–37   | IJsland          | Arena Nord, Frederikshavn Toeschouwers: 702 Scheidsrechters: Doychinov, Goretsov (BUL) |
| 7 december 2023 18:00 | Holm 4    | (8–19)  | Ásgeirsdóttir 10 | Arena Nord, Frederikshavn Toeschouwers: 702 Scheidsrechters: Doychinov, Goretsov (BUL) |
| 7 december 2023 18:00 | 4×        | verslag | 1× 2×            | Arena Nord, Frederikshavn Toeschouwers: 702 Scheidsrechters: Doychinov, Goretsov (BUL) |

| 9 december 2023 18:00 | Paraguay  | 19–25   | IJsland         | Arena Nord, Frederikshavn Toeschouwers: 153 Scheidsrechters: Lovin, Stancu (ROU) |
| 9 december 2023 18:00 | Insfrán 7 | (9–13)  | Albertsdóttir 7 | Arena Nord, Frederikshavn Toeschouwers: 153 Scheidsrechters: Lovin, Stancu (ROU) |
| 9 december 2023 18:00 | 1× 5×     | verslag | 1× 5× 1×        | Arena Nord, Frederikshavn Toeschouwers: 153 Scheidsrechters: Lovin, Stancu (ROU) |

| 9 december 2023 20:30 | China    | 32–24   | Groenland        | Arena Nord, Frederikshavn Toeschouwers: 455 Scheidsrechters: H. El-Saied, Y. El-Saied (EGY) |
| 9 december 2023 20:30 | Liu C. 7 | (17–8)  | Holm, Petersen 4 | Arena Nord, Frederikshavn Toeschouwers: 455 Scheidsrechters: H. El-Saied, Y. El-Saied (EGY) |
| 9 december 2023 20:30 | 3×       | verslag | 4×               | Arena Nord, Frederikshavn Toeschouwers: 455 Scheidsrechters: H. El-Saied, Y. El-Saied (EGY) |

| 11 december 2023 18:00 | IJsland                       | 30–23   | China    | Arena Nord, Frederikshavn Toeschouwers: 134 Scheidsrechters: Budzák, Záhradník (SVK) |
| 11 december 2023 18:00 | Erlingsdóttir, Magnúsdóttir 6 | (13–11) | Jin 7    | Arena Nord, Frederikshavn Toeschouwers: 134 Scheidsrechters: Budzák, Záhradník (SVK) |
| 11 december 2023 18:00 | 2×                            | verslag | 1× 2× 1× | Arena Nord, Frederikshavn Toeschouwers: 134 Scheidsrechters: Budzák, Záhradník (SVK) |

| 11 december 2023 20:30 | Paraguay  | 21–19   | Groenland | Arena Nord, Frederikshavn Toeschouwers: 332 Scheidsrechters: Al-Enezi, Al-Naseem (KUW) |
| 11 december 2023 20:30 | Mendoza 6 | (11–9)  | Bjerge 4  | Arena Nord, Frederikshavn Toeschouwers: 332 Scheidsrechters: Al-Enezi, Al-Naseem (KUW) |
| 11 december 2023 20:30 |           | verslag | 4×        | Arena Nord, Frederikshavn Toeschouwers: 332 Scheidsrechters: Al-Enezi, Al-Naseem (KUW) |

### Groep II
| Pos | Team              | Wed | W | G | V | Ptn | DV | DT | +/− | Kwalificatie |
| --- | ----------------- | --- | - | - | - | --- | -- | -- | --- | ------------ |
| 1   | Congo-Brazzaville | 3   | 3 | 0 | 0 | 6   | 93 | 77 | +16 | 25e plaats   |
| 2   | Chili             | 3   | 2 | 0 | 1 | 4   | 78 | 67 | +11 | 27e plaats   |
| 3   | Kazachstan        | 3   | 1 | 0 | 2 | 2   | 92 | 93 | −1  | 29e plaats   |
| 4   | Iran              | 3   | 0 | 0 | 3 | 0   | 69 | 95 | −26 | 31e plaats   |

| 6 december 2023 13:00 | Kazachstan             | 36–37   | Congo-Brazzaville | Arena Nord, Frederikshavn Toeschouwers: 633 Scheidsrechters: Cheng, Zhou (CHN) |
| 6 december 2023 13:00 | Radayeva, Rejemetova 9 | (18–15) | Diagouraga 8      | Arena Nord, Frederikshavn Toeschouwers: 633 Scheidsrechters: Cheng, Zhou (CHN) |
| 6 december 2023 13:00 |                        | verslag | 4×                | Arena Nord, Frederikshavn Toeschouwers: 633 Scheidsrechters: Cheng, Zhou (CHN) |

| 7 december 2023 13:00 | Chili    | 30–20   | Iran     | Arena Nord, Frederikshavn Toeschouwers: 220 Scheidsrechters: Cheng, Zhou (CHN) |
| 7 december 2023 13:00 | Lovera 6 | (14–6)  | Merikh 8 | Arena Nord, Frederikshavn Toeschouwers: 220 Scheidsrechters: Cheng, Zhou (CHN) |
| 7 december 2023 13:00 | 1× 2×    | verslag | 2×       | Arena Nord, Frederikshavn Toeschouwers: 220 Scheidsrechters: Cheng, Zhou (CHN) |

| 9 december 2023 13:00 | Chili    | 27–23   | Kazachstan   | Arena Nord, Frederikshavn Toeschouwers: 402 Scheidsrechters: Kažanegra, Vujačić (MNE) |
| 9 december 2023 13:00 | Lovera 9 | (13–11) | Rejemetova 5 | Arena Nord, Frederikshavn Toeschouwers: 402 Scheidsrechters: Kažanegra, Vujačić (MNE) |
| 9 december 2023 13:00 | 6×       | verslag | 1×           | Arena Nord, Frederikshavn Toeschouwers: 402 Scheidsrechters: Kažanegra, Vujačić (MNE) |

| 9 december 2023 15:30 | Iran    | 20–32   | Congo-Brazzaville | Arena Nord, Frederikshavn Toeschouwers: 174 Scheidsrechters: Altmár, Horváth (HUN) |
| 9 december 2023 15:30 | Badvi 6 | (9–19)  | Domingos 6        | Arena Nord, Frederikshavn Toeschouwers: 174 Scheidsrechters: Altmár, Horváth (HUN) |
| 9 december 2023 15:30 | 1× 2×   | verslag | 4×                | Arena Nord, Frederikshavn Toeschouwers: 174 Scheidsrechters: Altmár, Horváth (HUN) |

| 11 december 2023 13:00 | Congo-Brazzaville | 24–21   | Chili    | Arena Nord, Frederikshavn Toeschouwers: 154 Scheidsrechters: Bolic, Hurich (AUT) |
| 11 december 2023 13:00 | Diagouraga 5      | (8–12)  | Lovera 8 | Arena Nord, Frederikshavn Toeschouwers: 154 Scheidsrechters: Bolic, Hurich (AUT) |
| 11 december 2023 13:00 | 1× 7×             | verslag | 1× 4×    | Arena Nord, Frederikshavn Toeschouwers: 154 Scheidsrechters: Bolic, Hurich (AUT) |

| 11 december 2023 15:30 | Iran      | 29–33   | Kazachstan | Arena Nord, Frederikshavn Toeschouwers: 67 Scheidsrechters: Doychinov, Goretsov (BUL) |
| 11 december 2023 15:30 | Merikh 11 | (15–17) | Khardina 7 | Arena Nord, Frederikshavn Toeschouwers: 67 Scheidsrechters: Doychinov, Goretsov (BUL) |
| 11 december 2023 15:30 | 1× 4×     | verslag | 1× 2×      | Arena Nord, Frederikshavn Toeschouwers: 67 Scheidsrechters: Doychinov, Goretsov (BUL) |

### 31e plaats
| 13 december 2023 13:00 | Groenland | 23–28   | Iran     | Arena Nord, Frederikshavn Toeschouwers: 537 Scheidsrechters: Altmár, Horváth (HUN) |
| 13 december 2023 13:00 | Bjerge 8  | (12–12) | Merikh 6 | Arena Nord, Frederikshavn Toeschouwers: 537 Scheidsrechters: Altmár, Horváth (HUN) |
| 13 december 2023 13:00 | 5×        | verslag | 5×       | Arena Nord, Frederikshavn Toeschouwers: 537 Scheidsrechters: Altmár, Horváth (HUN) |

### 29e plaats
| 13 december 2023 15:30 | Paraguay   | 36–30   | Kazachstan | Arena Nord, Frederikshavn Toeschouwers: 96 Scheidsrechters: Al-Enezi, Al-Naseem (KUW) |
| 13 december 2023 15:30 | Portillo 9 | (20–18) | Khardina 9 | Arena Nord, Frederikshavn Toeschouwers: 96 Scheidsrechters: Al-Enezi, Al-Naseem (KUW) |
| 13 december 2023 15:30 | 3×         | verslag | 3×         | Arena Nord, Frederikshavn Toeschouwers: 96 Scheidsrechters: Al-Enezi, Al-Naseem (KUW) |

### 27e plaats
| 13 december 2023 18:00 | China    | 25–26   | Chili    | Arena Nord, Frederikshavn Toeschouwers: 103 Scheidsrechters: H. El-Saied, Y. El-Saied (EGY) |
| 13 december 2023 18:00 | Li 8     | (13–15) | Lovera 5 | Arena Nord, Frederikshavn Toeschouwers: 103 Scheidsrechters: H. El-Saied, Y. El-Saied (EGY) |
| 13 december 2023 18:00 | 1× 8× 1× | verslag | 4×       | Arena Nord, Frederikshavn Toeschouwers: 103 Scheidsrechters: H. El-Saied, Y. El-Saied (EGY) |

### 25e plaats
| 13 december 2023 20:30 | IJsland        | 30–28   | Congo-Brazzaville | Arena Nord, Frederikshavn Toeschouwers: 86 Scheidsrechters: Kažanegra, Vujačić (MNE) |
| 13 december 2023 20:30 | Sturludóttir 6 | (14–14) | Ngombele 10       | Arena Nord, Frederikshavn Toeschouwers: 86 Scheidsrechters: Kažanegra, Vujačić (MNE) |
| 13 december 2023 20:30 | 3×             | verslag | 1× 5×             | Arena Nord, Frederikshavn Toeschouwers: 86 Scheidsrechters: Kažanegra, Vujačić (MNE) |

## Hoofdronde

### Groep I
| Pos | Team       | Wed | W | G | V | Ptn | DV  | DT  | +/− | Kwalificatie |
| --- | ---------- | --- | - | - | - | --- | --- | --- | --- | ------------ |
| 1   | Zweden (G) | 5   | 5 | 0 | 0 | 10  | 143 | 95  | +48 | Kwartfinales |
| 2   | Montenegro | 5   | 3 | 0 | 2 | 6   | 128 | 108 | +20 | Kwartfinales |
| 3   | Hongarije  | 5   | 3 | 0 | 2 | 6   | 132 | 112 | +20 |              |
| 4   | Kroatië    | 5   | 2 | 1 | 2 | 5   | 111 | 107 | +4  |              |
| 5   | Senegal    | 5   | 1 | 1 | 3 | 3   | 103 | 127 | −24 |              |
| 6   | Kameroen   | 5   | 0 | 0 | 5 | 0   | 79  | 147 | −68 |              |

| 7 december 2023 15:30 | Montenegro | 25–26   | Kroatië    | Scandinavium, Gothenburg Toeschouwers: 1089 Scheidsrechters: Álvarez, Bustamante (ESP) |
| 7 december 2023 15:30 | Grbić 5    | (13–13) | Blažević 6 | Scandinavium, Gothenburg Toeschouwers: 1089 Scheidsrechters: Álvarez, Bustamante (ESP) |
| 7 december 2023 15:30 | 2× 4× 1×   | verslag | 1× 4×      | Scandinavium, Gothenburg Toeschouwers: 1089 Scheidsrechters: Álvarez, Bustamante (ESP) |

| 7 december 2023 18:00 | Senegal | 20–30   | Hongarije | Scandinavium, Gothenburg Toeschouwers: 2693 Scheidsrechters: Koo, Lee (KOR) |
| 7 december 2023 18:00 | Sagna 8 | (8–14)  | Klujber 9 | Scandinavium, Gothenburg Toeschouwers: 2693 Scheidsrechters: Koo, Lee (KOR) |
| 7 december 2023 18:00 | 1× 3×   | verslag | 1× 4×     | Scandinavium, Gothenburg Toeschouwers: 2693 Scheidsrechters: Koo, Lee (KOR) |

| 7 december 2023 20:30 | Zweden   | 37–13   | Kameroen | Scandinavium, Gothenburg Toeschouwers: 5187 Scheidsrechters: B. Correa, R. Correa (BRA) |
| 7 december 2023 20:30 | Hagman 8 | (16–5)  | Ateba 5  | Scandinavium, Gothenburg Toeschouwers: 5187 Scheidsrechters: B. Correa, R. Correa (BRA) |
| 7 december 2023 20:30 |          | verslag | 1× 2×    | Scandinavium, Gothenburg Toeschouwers: 5187 Scheidsrechters: B. Correa, R. Correa (BRA) |

| 9 december 2023 15:30 | Senegal | 21–29   | Montenegro     | Scandinavium, Gothenburg Toeschouwers: 2997 Scheidsrechters: Budzák, Záhradník (SVK) |
| 9 december 2023 15:30 | Sagna 4 | (8–18)  | vier spelers 4 | Scandinavium, Gothenburg Toeschouwers: 2997 Scheidsrechters: Budzák, Záhradník (SVK) |
| 9 december 2023 15:30 | 1×      | verslag | 1× 4×          | Scandinavium, Gothenburg Toeschouwers: 2997 Scheidsrechters: Budzák, Záhradník (SVK) |

| 9 december 2023 18:00 | Kroatië        | 24–15   | Kameroen | Scandinavium, Gothenburg Toeschouwers: 6165 Scheidsrechters: Koo, Lee (KOR) |
| 9 december 2023 18:00 | drie spelers 3 | (18–6)  | Ateba 7  | Scandinavium, Gothenburg Toeschouwers: 6165 Scheidsrechters: Koo, Lee (KOR) |
| 9 december 2023 18:00 | 2×             | verslag | 3×       | Scandinavium, Gothenburg Toeschouwers: 6165 Scheidsrechters: Koo, Lee (KOR) |

| 9 december 2023 20:30 | Hongarije | 22–26   | Zweden               | Scandinavium, Gothenburg Toeschouwers: 10.561 Scheidsrechters: A. Covalciuc, I. Covalciuc (MDA) |
| 9 december 2023 20:30 | Vámos 6   | (11–10) | Lindqvist, Roberts 7 | Scandinavium, Gothenburg Toeschouwers: 10.561 Scheidsrechters: A. Covalciuc, I. Covalciuc (MDA) |
| 9 december 2023 20:30 | 3×        | verslag | 4×                   | Scandinavium, Gothenburg Toeschouwers: 10.561 Scheidsrechters: A. Covalciuc, I. Covalciuc (MDA) |

| 11 december 2023 15:30 | Kameroen               | 20–22   | Senegal | Scandinavium, Gothenburg Toeschouwers: 626 Scheidsrechters: B. Correa, R. Correa (BRA) |
| 11 december 2023 15:30 | Ateba, Ebanga Baboga 5 | (12–7)  | Sagna 6 | Scandinavium, Gothenburg Toeschouwers: 626 Scheidsrechters: B. Correa, R. Correa (BRA) |
| 11 december 2023 15:30 | 1× 4×                  | verslag | 1× 2×   | Scandinavium, Gothenburg Toeschouwers: 626 Scheidsrechters: B. Correa, R. Correa (BRA) |

| 11 december 2023 18:00 | Hongarije | 23–22   | Kroatië         | Scandinavium, Gothenburg Toeschouwers: 3449 Scheidsrechters: García, Paolantoni (ARG) |
| 11 december 2023 18:00 | Klujber 9 | (8–11)  | Milosavljević 8 | Scandinavium, Gothenburg Toeschouwers: 3449 Scheidsrechters: García, Paolantoni (ARG) |
| 11 december 2023 18:00 | 3× 4×     | verslag | 2× 3×           | Scandinavium, Gothenburg Toeschouwers: 3449 Scheidsrechters: García, Paolantoni (ARG) |

| 11 december 2023 20:30 | Montenegro   | 25–32   | Zweden            | Scandinavium, Gothenburg Toeschouwers: 6589 Scheidsrechters: Carmaux, Mursch (FRA) |
| 11 december 2023 20:30 | Despotović 6 | (9–15)  | Hagman, Roberts 6 | Scandinavium, Gothenburg Toeschouwers: 6589 Scheidsrechters: Carmaux, Mursch (FRA) |
| 11 december 2023 20:30 | 2× 6×        | verslag | 4×                | Scandinavium, Gothenburg Toeschouwers: 6589 Scheidsrechters: Carmaux, Mursch (FRA) |

### Groep II
| Pos | Team          | Wed | W | G | V | Ptn | DV  | DT  | +/− | Kwalificatie |
| --- | ------------- | --- | - | - | - | --- | --- | --- | --- | ------------ |
| 1   | Frankrijk     | 5   | 5 | 0 | 0 | 10  | 158 | 128 | +30 | Kwartfinales |
| 2   | Noorwegen (G) | 5   | 4 | 0 | 1 | 8   | 172 | 115 | +57 | Kwartfinales |
| 3   | Slovenië      | 5   | 3 | 0 | 2 | 6   | 141 | 143 | −2  |              |
| 4   | Angola        | 5   | 2 | 0 | 3 | 4   | 135 | 153 | −18 |              |
| 5   | Oostenrijk    | 5   | 1 | 0 | 4 | 2   | 137 | 177 | −40 |              |
| 6   | Zuid-Korea    | 5   | 0 | 0 | 5 | 0   | 132 | 159 | −27 |              |

| 6 december 2023 15:30 | Zuid-Korea | 27–31   | Slovenië | Trondheim Spektrum, Trondheim Toeschouwers: 619 Scheidsrechters: Lemes, Sosa (URU) |
| 6 december 2023 15:30 | Ryu 12     | (14–19) | Mavsar 9 | Trondheim Spektrum, Trondheim Toeschouwers: 619 Scheidsrechters: Lemes, Sosa (URU) |
| 6 december 2023 15:30 | 2× 1×      | verslag | 4×       | Trondheim Spektrum, Trondheim Toeschouwers: 619 Scheidsrechters: Lemes, Sosa (URU) |

| 6 december 2023 18:00 | Frankrijk | 41–27   | Oostenrijk   | Trondheim Spektrum, Trondheim Toeschouwers: 3198 Scheidsrechters: H. El-Saied, Y. El-Saied (EGY) |
| 6 december 2023 18:00 | Bouktit 7 | (25–14) | I. Ivančok 8 | Trondheim Spektrum, Trondheim Toeschouwers: 3198 Scheidsrechters: H. El-Saied, Y. El-Saied (EGY) |
| 6 december 2023 18:00 | 1× 4×     | verslag | 2× 5×        | Trondheim Spektrum, Trondheim Toeschouwers: 3198 Scheidsrechters: H. El-Saied, Y. El-Saied (EGY) |

| 6 december 2023 20:30 | Noorwegen | 37–19   | Angola         | Trondheim Spektrum, Trondheim Toeschouwers: 6806 Scheidsrechters: Jovandić, Sekulić (SRB) |
| 6 december 2023 20:30 | Herrem 7  | (20–9)  | vier spelers 3 | Trondheim Spektrum, Trondheim Toeschouwers: 6806 Scheidsrechters: Jovandić, Sekulić (SRB) |
| 6 december 2023 20:30 | 1×        | verslag | 3×             | Trondheim Spektrum, Trondheim Toeschouwers: 6806 Scheidsrechters: Jovandić, Sekulić (SRB) |

| 8 december 2023 15:30 | Oostenrijk  | 25–30   | Angola   | Trondheim Spektrum, Trondheim Toeschouwers: 1236 Scheidsrechters: A. Konjičanin, D. Konjičanin (BIH) |
| 8 december 2023 15:30 | K. Pandza 8 | (14–16) | Carlos 9 | Trondheim Spektrum, Trondheim Toeschouwers: 1236 Scheidsrechters: A. Konjičanin, D. Konjičanin (BIH) |
| 8 december 2023 15:30 | 1× 3×       | verslag | 4× 1×    | Trondheim Spektrum, Trondheim Toeschouwers: 1236 Scheidsrechters: A. Konjičanin, D. Konjičanin (BIH) |

| 8 december 2023 18:00 | Zuid-Korea | 22–32   | Frankrijk | Trondheim Spektrum, Trondheim Toeschouwers: 3507 Scheidsrechters: Mitrović, Vešović (MNE) |
| 8 december 2023 18:00 | Gim 5      | (12–17) | Kanor 7   | Trondheim Spektrum, Trondheim Toeschouwers: 3507 Scheidsrechters: Mitrović, Vešović (MNE) |
| 8 december 2023 18:00 | 1× 5×      | verslag | 1×        | Trondheim Spektrum, Trondheim Toeschouwers: 3507 Scheidsrechters: Mitrović, Vešović (MNE) |

| 8 december 2023 20:30 | Slovenië  | 21–34   | Noorwegen | Trondheim Spektrum, Trondheim Toeschouwers: 5544 Scheidsrechters: Kuttler, Merz (GER) |
| 8 december 2023 20:30 | Varagić 5 | (12–17) | Herrem 6  | Trondheim Spektrum, Trondheim Toeschouwers: 5544 Scheidsrechters: Kuttler, Merz (GER) |
| 8 december 2023 20:30 | 1× 3×     | verslag | 1× 2×     | Trondheim Spektrum, Trondheim Toeschouwers: 5544 Scheidsrechters: Kuttler, Merz (GER) |

| 10 december 2023 15:30 | Angola     | 33–31   | Zuid-Korea | Trondheim Spektrum, Trondheim Toeschouwers: 1,716 Scheidsrechters: Jovandić, Sekulić (SRB) |
| 10 december 2023 15:30 | Kassoma 11 | (20–15) | Woo 9      | Trondheim Spektrum, Trondheim Toeschouwers: 1,716 Scheidsrechters: Jovandić, Sekulić (SRB) |
| 10 december 2023 15:30 | 1× 2×      | verslag | 1×         | Trondheim Spektrum, Trondheim Toeschouwers: 1,716 Scheidsrechters: Jovandić, Sekulić (SRB) |

| 10 december 2023 18:00 | Slovenië  | 32–27   | Oostenrijk  | Trondheim Spektrum, Trondheim Toeschouwers: 4060 Scheidsrechters: Lemes, Sosa (URU) |
| 10 december 2023 18:00 | Mavsar 11 | (19–14) | K. Pandza 7 | Trondheim Spektrum, Trondheim Toeschouwers: 4060 Scheidsrechters: Lemes, Sosa (URU) |
| 10 december 2023 18:00 | 1× 2×     | verslag |             | Trondheim Spektrum, Trondheim Toeschouwers: 4060 Scheidsrechters: Lemes, Sosa (URU) |

| 10 december 2023 20:30 | Frankrijk   | 24–23   | Noorwegen       | Trondheim Spektrum, Trondheim Scheidsrechters: A. Konjičanin, D. Konjičanin (BIH) |
| 10 december 2023 20:30 | Nze Minko 6 | (12–12) | Mørk, Ingstad 4 | Trondheim Spektrum, Trondheim Scheidsrechters: A. Konjičanin, D. Konjičanin (BIH) |
| 10 december 2023 20:30 | 6×          | verslag | 4×              | Trondheim Spektrum, Trondheim Scheidsrechters: A. Konjičanin, D. Konjičanin (BIH) |

### Groep III
| Pos | Team           | Wed | W | G | V | Ptn | DV  | DT  | +/− | Kwalificatie |
| --- | -------------- | --- | - | - | - | --- | --- | --- | --- | ------------ |
| 1   | Denemarken (G) | 5   | 4 | 0 | 1 | 8   | 152 | 121 | +31 | Kwartfinales |
| 2   | Duitsland      | 5   | 4 | 0 | 1 | 8   | 147 | 120 | +27 | Kwartfinales |
| 3   | Roemenië       | 5   | 3 | 0 | 2 | 6   | 141 | 145 | −4  |              |
| 4   | Polen          | 5   | 2 | 0 | 3 | 4   | 119 | 143 | −24 |              |
| 5   | Japan          | 5   | 2 | 0 | 3 | 4   | 137 | 141 | −4  |              |
| 6   | Servië         | 5   | 0 | 0 | 5 | 0   | 111 | 137 | −26 |              |

| 7 december 2023 15:30 | Servië          | 21–22   | Polen       | Jyske Bank Boxen, Herning Toeschouwers: 511 Scheidsrechters: Belkhiri, Hamidi (ALG) |
| 7 december 2023 15:30 | Radosavljević 6 | (13–10) | Kochaniak 6 | Jyske Bank Boxen, Herning Toeschouwers: 511 Scheidsrechters: Belkhiri, Hamidi (ALG) |
| 7 december 2023 15:30 | 2× 5×           | verslag | 3×          | Jyske Bank Boxen, Herning Toeschouwers: 511 Scheidsrechters: Belkhiri, Hamidi (ALG) |

| 7 december 2023 18:00 | Duitsland    | 24–22   | Roemenië   | Jyske Bank Boxen, Herning Toeschouwers: 4526 Scheidsrechters: Lah, Sok (SLO) |
| 7 december 2023 18:00 | Döll, Lott 4 | (9–12)  | Buceschi 8 | Jyske Bank Boxen, Herning Toeschouwers: 4526 Scheidsrechters: Lah, Sok (SLO) |
| 7 december 2023 18:00 | 1× 4×        | verslag | 1× 3× 1×   | Jyske Bank Boxen, Herning Toeschouwers: 4526 Scheidsrechters: Lah, Sok (SLO) |

| 7 december 2023 20:30 | Denemarken | 26–27   | Japan     | Jyske Bank Boxen, Herning Toeschouwers: 6707 Scheidsrechters: Carmaux, Mursch (FRA) |
| 7 december 2023 20:30 | Højlund 5  | (12–12) | Hattori 7 | Jyske Bank Boxen, Herning Toeschouwers: 6707 Scheidsrechters: Carmaux, Mursch (FRA) |
| 7 december 2023 20:30 | 1× 5×      | verslag | 2×        | Jyske Bank Boxen, Herning Toeschouwers: 6707 Scheidsrechters: Carmaux, Mursch (FRA) |

| 9 december 2023 15:30 | Roemenië    | 32–28   | Japan             | Jyske Bank Boxen, Herning Toeschouwers: 3502 Scheidsrechters: García, Paolantoni (ARG) |
| 9 december 2023 15:30 | Buceschi 12 | (17–14) | Aizawa, Hattori 5 | Jyske Bank Boxen, Herning Toeschouwers: 3502 Scheidsrechters: García, Paolantoni (ARG) |
| 9 december 2023 15:30 | 1× 4×       | verslag | 4×                | Jyske Bank Boxen, Herning Toeschouwers: 3502 Scheidsrechters: García, Paolantoni (ARG) |

| 9 december 2023 18:00 | Servië    | 21–31   | Duitsland | Jyske Bank Boxen, Herning Toeschouwers: 8138 Scheidsrechters: Álvarez, Bustamante (ESP) |
| 9 december 2023 18:00 | Jovović 6 | (13–14) | Döll 5    | Jyske Bank Boxen, Herning Toeschouwers: 8138 Scheidsrechters: Álvarez, Bustamante (ESP) |
| 9 december 2023 18:00 | 4×        | verslag | 3×        | Jyske Bank Boxen, Herning Toeschouwers: 8138 Scheidsrechters: Álvarez, Bustamante (ESP) |

| 9 december 2023 20:30 | Polen    | 22–32   | Denemarken              | Jyske Bank Boxen, Herning Toeschouwers: 10.398 Scheidsrechters: Bolic, Hurich (AUT) |
| 9 december 2023 20:30 | Rosiak 6 | (12–15) | Jørgensen, Østergaard 5 | Jyske Bank Boxen, Herning Toeschouwers: 10.398 Scheidsrechters: Bolic, Hurich (AUT) |
| 9 december 2023 20:30 | 8×       | verslag | 3×                      | Jyske Bank Boxen, Herning Toeschouwers: 10.398 Scheidsrechters: Bolic, Hurich (AUT) |

| 11 december 2023 15:30 | Japan      | 22–20   | Servië       | Jyske Bank Boxen, Herning Toeschouwers: 1979 Scheidsrechters: A. Covalciuc, I. Covalciuc (MDA) |
| 11 december 2023 15:30 | Nakayama 6 | (9–8)   | Vukajlović 6 | Jyske Bank Boxen, Herning Toeschouwers: 1979 Scheidsrechters: A. Covalciuc, I. Covalciuc (MDA) |
| 11 december 2023 15:30 | 3×         | verslag | 1× 3× 1×     | Jyske Bank Boxen, Herning Toeschouwers: 1979 Scheidsrechters: A. Covalciuc, I. Covalciuc (MDA) |

| 11 december 2023 18:00 | Polen    | 26–27   | Roemenië    | Jyske Bank Boxen, Herning Toeschouwers: 5221 Scheidsrechters: Belkhiri, Hamidi (ALG) |
| 11 december 2023 18:00 | Balsam 8 | (10–13) | Buceschi 11 | Jyske Bank Boxen, Herning Toeschouwers: 5221 Scheidsrechters: Belkhiri, Hamidi (ALG) |
| 11 december 2023 18:00 | 1× 3×    | verslag | 1× 4×       | Jyske Bank Boxen, Herning Toeschouwers: 5221 Scheidsrechters: Belkhiri, Hamidi (ALG) |

| 11 december 2023 20:30 | Duitsland | 28–30   | Denemarken | Jyske Bank Boxen, Herning Toeschouwers: 8514 Scheidsrechters: Lah, Sok (SLO) |
| 11 december 2023 20:30 | Bölk 5    | (13–15) | Friis 7    | Jyske Bank Boxen, Herning Toeschouwers: 8514 Scheidsrechters: Lah, Sok (SLO) |
| 11 december 2023 20:30 | 1× 6× 1×  | verslag | 1× 3×      | Jyske Bank Boxen, Herning Toeschouwers: 8514 Scheidsrechters: Lah, Sok (SLO) |

### Groep IV
| Pos | Team       | Wed | W | G | V | Ptn | DV  | DT  | +/− | Kwalificatie |
| --- | ---------- | --- | - | - | - | --- | --- | --- | --- | ------------ |
| 1   | Nederland  | 5   | 5 | 0 | 0 | 10  | 178 | 115 | +63 | Kwartfinales |
| 2   | Tsjechië   | 5   | 3 | 0 | 2 | 6   | 138 | 130 | +8  | Kwartfinales |
| 3   | Brazilië   | 5   | 3 | 0 | 2 | 6   | 150 | 128 | +22 |              |
| 4   | Spanje     | 5   | 3 | 0 | 2 | 6   | 132 | 127 | +5  |              |
| 5   | Argentinië | 5   | 1 | 0 | 4 | 2   | 115 | 155 | −40 |              |
| 6   | Oekraïne   | 5   | 0 | 0 | 5 | 0   | 104 | 162 | −58 |              |

| 6 december 2023 15:30 | Oekraïne   | 23–30   | Tsjechië    | Arena Nord, Frederikshavn Toeschouwers: 711 Scheidsrechters: Altmár, Horváth (HUN) |
| 6 december 2023 15:30 | Smbatian 5 | (11–15) | Jeřábková 9 | Arena Nord, Frederikshavn Toeschouwers: 711 Scheidsrechters: Altmár, Horváth (HUN) |
| 6 december 2023 15:30 | 2×         | verslag |             | Arena Nord, Frederikshavn Toeschouwers: 711 Scheidsrechters: Altmár, Horváth (HUN) |

| 6 december 2023 18:00 | Spanje       | 30–23   | Argentinië | Arena Nord, Frederikshavn Toeschouwers: 902 Scheidsrechters: Kažanegra, Vujačić (MNE) |
| 6 december 2023 18:00 | Etxeberria 7 | (12–13) | Gavilan 8  | Arena Nord, Frederikshavn Toeschouwers: 902 Scheidsrechters: Kažanegra, Vujačić (MNE) |
| 6 december 2023 18:00 | 2×           | verslag | 1×         | Arena Nord, Frederikshavn Toeschouwers: 902 Scheidsrechters: Kažanegra, Vujačić (MNE) |

| 6 december 2023 20:30 | Nederland  | 35–27   | Brazilië        | Arena Nord, Frederikshavn Toeschouwers: 855 Scheidsrechters: Lovin, Stancu (ROU) |
| 6 december 2023 20:30 | Housheer 6 | (18–13) | De Abreu Rosa 7 | Arena Nord, Frederikshavn Toeschouwers: 855 Scheidsrechters: Lovin, Stancu (ROU) |
| 6 december 2023 20:30 | 3×         | verslag | 1× 3×           | Arena Nord, Frederikshavn Toeschouwers: 855 Scheidsrechters: Lovin, Stancu (ROU) |

| 8 december 2023 15:30 | Brazilië                      | 33–19   | Argentinië | Arena Nord, Frederikshavn Toeschouwers: 417 Scheidsrechters: Doychinov, Goretsov (BUL) |
| 8 december 2023 15:30 | Cardoso de Castro, De Paula 5 | (16–7)  | Pizzo 5    | Arena Nord, Frederikshavn Toeschouwers: 417 Scheidsrechters: Doychinov, Goretsov (BUL) |
| 8 december 2023 15:30 | 4×                            | verslag | 1×         | Arena Nord, Frederikshavn Toeschouwers: 417 Scheidsrechters: Doychinov, Goretsov (BUL) |

| 8 december 2023 18:00 | Tsjechië    | 30–22   | Spanje  | Arena Nord, Frederikshavn Toeschouwers: 697 Scheidsrechters: Hansen, Madsen (DEN) |
| 8 december 2023 18:00 | Jeřábková 9 | (13–9)  | Pérez 6 | Arena Nord, Frederikshavn Toeschouwers: 697 Scheidsrechters: Hansen, Madsen (DEN) |
| 8 december 2023 18:00 | 1× 2×       | verslag |         | Arena Nord, Frederikshavn Toeschouwers: 697 Scheidsrechters: Hansen, Madsen (DEN) |

| 8 december 2023 20:30 | Oekraïne | 21–40   | Nederland | Arena Nord, Frederikshavn Toeschouwers: 823 Scheidsrechters: Al-Enezi, Al-Naseem (KUW) |
| 8 december 2023 20:30 | Shukal 5 | (8–19)  | Abbingh 8 | Arena Nord, Frederikshavn Toeschouwers: 823 Scheidsrechters: Al-Enezi, Al-Naseem (KUW) |
| 8 december 2023 20:30 | 1× 3×    | verslag | 2×        | Arena Nord, Frederikshavn Toeschouwers: 823 Scheidsrechters: Al-Enezi, Al-Naseem (KUW) |

| 10 december 2023 12:00 | Argentinië | 25–20   | Oekraïne     | Arena Nord, Frederikshavn Toeschouwers: 504 Scheidsrechters: Kažanegra, Vujačić (MNE) |
| 10 december 2023 12:00 | Cavo 6     | (13–11) | Konovalova 6 | Arena Nord, Frederikshavn Toeschouwers: 504 Scheidsrechters: Kažanegra, Vujačić (MNE) |
| 10 december 2023 12:00 | 6× 1×      | verslag | 1× 5×        | Arena Nord, Frederikshavn Toeschouwers: 504 Scheidsrechters: Kažanegra, Vujačić (MNE) |

| 10 december 2023 14:15 | Tsjechië     | 27–30   | Brazilië            | Arena Nord, Frederikshavn Toeschouwers: 769 Scheidsrechters: Lovin, Stancu (ROU) |
| 10 december 2023 14:15 | Jeřábková 11 | (17–16) | Cardoso de Castro 9 | Arena Nord, Frederikshavn Toeschouwers: 769 Scheidsrechters: Lovin, Stancu (ROU) |
| 10 december 2023 14:15 | 2×           | verslag | 1× 3×               | Arena Nord, Frederikshavn Toeschouwers: 769 Scheidsrechters: Lovin, Stancu (ROU) |

| 10 december 2023 16:30 | Nederland   | 29–21   | Spanje                 | Arena Nord, Frederikshavn Toeschouwers: 1314 Scheidsrechters: Hansen, Madsen (DEN) |
| 10 december 2023 16:30 | Sprengers 6 | (13–9)  | So Delgado, González 5 | Arena Nord, Frederikshavn Toeschouwers: 1314 Scheidsrechters: Hansen, Madsen (DEN) |
| 10 december 2023 16:30 | 3×          | verslag | 2×                     | Arena Nord, Frederikshavn Toeschouwers: 1314 Scheidsrechters: Hansen, Madsen (DEN) |

## Eindronde

### Schema
|  | Kwartfinales | Kwartfinales     |             |    | Halve finales | Halve finales |  |  | Finale | Finale |
|  |              |                  |             |    |               |               |  |  |        |        |
|  | 13 december  |                  |             |    |               |               |  |  |        |        |
|  |              |                  |             |    |               |               |  |  |        |        |
|  | Zweden       | 27               |             |    |               |               |  |  |        |        |
|  | Zweden       | 27               | 15 december |    |               |               |  |  |        |        |
|  | Duitsland    | 20               |             |    |               |               |  |  |        |        |
|  | Duitsland    | 20               | Zweden      | 28 |               |               |  |  |        |        |
|  | 12 december  |                  | Zweden      | 28 |               |               |  |  |        |        |
|  |              | Frankrijk        | 37          |    |               |               |  |  |        |        |
|  | Frankrijk    | Frankrijk        | 37          | 33 |               |               |  |  |        |        |
|  | Frankrijk    |                  | 17 december | 33 |               |               |  |  |        |        |
|  | Tsjechië     | 22               |             |    |               |               |  |  |        |        |
|  | Tsjechië     | 22               | Frankrijk   | 31 |               |               |  |  |        |        |
|  | 13 december  |                  | Frankrijk   | 31 |               |               |  |  |        |        |
|  |              | Noorwegen        | 28          |    |               |               |  |  |        |        |
|  | Denemarken   | Noorwegen        | 28          | 26 |               |               |  |  |        |        |
|  | Denemarken   | 15 december      |             | 26 |               |               |  |  |        |        |
|  | Montenegro   | 24               |             |    |               |               |  |  |        |        |
|  | Montenegro   | 24               | Denemarken  | 28 |               |               |  |  |        |        |
|  | 12 december  |                  | Denemarken  | 28 |               |               |  |  |        |        |
|  |              | Noorwegen (E.T.} | 29          |    | Troostfinale  | Troostfinale  |  |  |        |        |
|  | Nederland    | Noorwegen (E.T.} | 29          | 23 | Troostfinale  | Troostfinale  |  |  |        |        |
|  | Nederland    |                  | 17 december | 23 |               |               |  |  |        |        |
|  | Noorwegen    | 30               |             |    |               |               |  |  |        |        |
|  | Noorwegen    | 30               | Zweden      | 27 |               |               |  |  |        |        |
|  |              |                  |             |    |               |               |  |  |        |        |
|  | Denemarken   | 28               |             |    |               |               |  |  |        |        |
|  | Denemarken   | 28               |             |    |               |               |  |  |        |        |

Schema wedstrijden plaatsen vijf t/m acht
|  | Halve finales plaatsen 5 t/m 8 | Halve finales plaatsen 5 t/m 8 |                |    | Vijfde plaats | Vijfde plaats |
|  |                                |                                |                |    |               |               |
|  | 15 december                    |                                |                |    |               |               |
|  |                                |                                |                |    |               |               |
|  | Duitsland                      | 32                             |                |    |               |               |
|  | Duitsland                      | 32                             | 17 december    |    |               |               |
|  | Tsjechië                       | 26                             |                |    |               |               |
|  | Tsjechië                       | 26                             | Duitsland      | 26 |               |               |
|  | 15 december                    |                                | Duitsland      | 26 |               |               |
|  |                                | Nederland                      | 30             |    |               |               |
|  | Montenegro                     | Nederland                      | 30             | 25 |               |               |
|  | Montenegro                     |                                |                | 25 |               |               |
|  | Nederland                      | 28                             |                |    |               |               |
|  | Nederland                      | 28                             | Zevende plaats |    |               |               |
|  |                                |                                |                |    |               |               |
|  | 17 december                    |                                |                |    |               |               |
|  |                                |                                |                |    |               |               |
|  | Tsjechië                       | 24                             |                |    |               |               |
|  | Tsjechië                       | 24                             |                |    |               |               |
|  | Montenegro                     | 28                             |                |    |               |               |

### Kwartfinales
| 12 december 2023 17:30 | Frankrijk   | 33–22   | Tsjechië    | Trondheim Spektrum, Trondheim Toeschouwers: 4455 Scheidsrechters: Álvarez, Bustamante (ESP) |
| 12 december 2023 17:30 | Nze Minko 5 | (18–16) | Jeřábková 6 | Trondheim Spektrum, Trondheim Toeschouwers: 4455 Scheidsrechters: Álvarez, Bustamante (ESP) |
| 12 december 2023 17:30 | 4×          | verslag | 2× 1×       | Trondheim Spektrum, Trondheim Toeschouwers: 4455 Scheidsrechters: Álvarez, Bustamante (ESP) |

| 12 december 2023 20:30 | Nederland             | 23–30   | Noorwegen  | Trondheim Spektrum, Trondheim Toeschouwers: 7514 Scheidsrechters: Kuttler, Merz (GER) |
| 12 december 2023 20:30 | Malestein, Housheer 4 | (11–12) | Skogrand 9 | Trondheim Spektrum, Trondheim Toeschouwers: 7514 Scheidsrechters: Kuttler, Merz (GER) |
| 12 december 2023 20:30 | 3×                    | verslag | 1× 7×      | Trondheim Spektrum, Trondheim Toeschouwers: 7514 Scheidsrechters: Kuttler, Merz (GER) |

| 13 december 2023 17:30 | Zweden         | 27–20   | Duitsland      | Jyske Bank Boxen, Herning Toeschouwers: 6613 Scheidsrechters: Hansen, Madsen (DEN) |
| 13 december 2023 17:30 | vier spelers 5 | (16–6)  | drie spelers 4 | Jyske Bank Boxen, Herning Toeschouwers: 6613 Scheidsrechters: Hansen, Madsen (DEN) |
| 13 december 2023 17:30 | 1×             | verslag |                | Jyske Bank Boxen, Herning Toeschouwers: 6613 Scheidsrechters: Hansen, Madsen (DEN) |

| 13 december 2023 20:30 | Denemarken      | 26–24   | Montenegro | Jyske Bank Boxen, Herning Toeschouwers: 11.031 Scheidsrechters: Belkhiri, Hamidi (ALG) |
| 13 december 2023 20:30 | Friis, Hansen 5 | (13–10) | Mugoša 6   | Jyske Bank Boxen, Herning Toeschouwers: 11.031 Scheidsrechters: Belkhiri, Hamidi (ALG) |
| 13 december 2023 20:30 | 1×              | verslag | 2× 6×      | Jyske Bank Boxen, Herning Toeschouwers: 11.031 Scheidsrechters: Belkhiri, Hamidi (ALG) |

### Halve finales voor plaats 5 tot 8
| 15 december 2023 11:30 | Duitsland  | 32–26   | Tsjechië    | Jyske Bank Boxen, Herning Toeschouwers: 445 Scheidsrechters: García, Paolantoni (ARG) |
| 15 december 2023 11:30 | Leuchter 6 | (14–12) | Jeřábková 6 | Jyske Bank Boxen, Herning Toeschouwers: 445 Scheidsrechters: García, Paolantoni (ARG) |
| 15 december 2023 11:30 | 3× 6×      | verslag | 3×          | Jyske Bank Boxen, Herning Toeschouwers: 445 Scheidsrechters: García, Paolantoni (ARG) |

| 15 december 2023 14:30 | Montenegro | 25–28   | Nederland   | Jyske Bank Boxen, Herning Toeschouwers: 1627 Scheidsrechters: Hansen, Madsen (DEN) |
| 15 december 2023 14:30 | Mugoša 6   | (13–14) | Malestein 8 | Jyske Bank Boxen, Herning Toeschouwers: 1627 Scheidsrechters: Hansen, Madsen (DEN) |
| 15 december 2023 14:30 | 1×         | verslag | 1×          | Jyske Bank Boxen, Herning Toeschouwers: 1627 Scheidsrechters: Hansen, Madsen (DEN) |

### Halve finales
| 15 december 2023 17:30 | Denemarken                          | 28–29 (n.V.) | Noorwegen  | Jyske Bank Boxen, Herning Toeschouwers: 12.136 Scheidsrechters: A. Konjičanin, D. Konjičanin (BIH) |
| 15 december 2023 17:30 | Jørgensen 7                         | (14–9)       | Reistad 15 | Jyske Bank Boxen, Herning Toeschouwers: 12.136 Scheidsrechters: A. Konjičanin, D. Konjičanin (BIH) |
| 15 december 2023 17:30 | 1× 5×                               | verslag      | 4×         | Jyske Bank Boxen, Herning Toeschouwers: 12.136 Scheidsrechters: A. Konjičanin, D. Konjičanin (BIH) |
| 15 december 2023 17:30 | Regulier: 23–23 Verlenging(en): 5–6 |              |            | Jyske Bank Boxen, Herning Toeschouwers: 12.136 Scheidsrechters: A. Konjičanin, D. Konjičanin (BIH) |

| 15 december 2023 21:00 | Zweden   | 28–37   | Frankrijk | Jyske Bank Boxen, Herning Toeschouwers: 8154 Scheidsrechters: Kuttler, Merz (GER) |
| 15 december 2023 21:00 | Hagman 5 | (11–19) | Horacek 9 | Jyske Bank Boxen, Herning Toeschouwers: 8154 Scheidsrechters: Kuttler, Merz (GER) |
| 15 december 2023 21:00 | 5×       | verslag | 1× 2×     | Jyske Bank Boxen, Herning Toeschouwers: 8154 Scheidsrechters: Kuttler, Merz (GER) |

### Wedstrijd om de 7e plaats
| 17 december 2023 10:15 | Tsjechië       | 24–28   | Montenegro | Jyske Bank Boxen, Herning Toeschouwers: 491 Scheidsrechters: Lovin, Stancu (ROU) |
| 17 december 2023 10:15 | drie spelers 5 | (10–14) | Grbić 7    | Jyske Bank Boxen, Herning Toeschouwers: 491 Scheidsrechters: Lovin, Stancu (ROU) |
| 17 december 2023 10:15 | 1×             | verslag | 1× 5×      | Jyske Bank Boxen, Herning Toeschouwers: 491 Scheidsrechters: Lovin, Stancu (ROU) |

### Wedstrijd om de 5e plaats
| 17 december 2023 13:00 | Duitsland | 26–30   | Nederland   | Jyske Bank Boxen, Herning Toeschouwers: 2594 Scheidsrechters: A. Covalciuc, I. Covalciuc (MDA) |
| 17 december 2023 13:00 | Döll 7    | (7–16)  | Malestein 7 | Jyske Bank Boxen, Herning Toeschouwers: 2594 Scheidsrechters: A. Covalciuc, I. Covalciuc (MDA) |
| 17 december 2023 13:00 | 5×        | verslag | 4×          | Jyske Bank Boxen, Herning Toeschouwers: 2594 Scheidsrechters: A. Covalciuc, I. Covalciuc (MDA) |

### Wedstrijd om de 3e plaats
| 17 december 2023 16:00 | Zweden             | 27–28   | Denemarken     | Jyske Bank Boxen, Herning Toeschouwers: 11.877 Scheidsrechters: Álvarez, Bustamante (ESP) |
| 17 december 2023 16:00 | Blohm, Mellegård 7 | (15–18) | drie spelers 5 | Jyske Bank Boxen, Herning Toeschouwers: 11.877 Scheidsrechters: Álvarez, Bustamante (ESP) |
| 17 december 2023 16:00 | 2×                 | verslag | 2× 1×          | Jyske Bank Boxen, Herning Toeschouwers: 11.877 Scheidsrechters: Álvarez, Bustamante (ESP) |

### Finale
| 17 december 2023 19:00 | Frankrijk            | 31–28   | Noorwegen | Jyske Bank Boxen, Herning Toeschouwers: 12.031 Scheidsrechters: Lah, Sok (SLO) |
| 17 december 2023 19:00 | Grandveau, Horacek 5 | (20–17) | Mørk 8    | Jyske Bank Boxen, Herning Toeschouwers: 12.031 Scheidsrechters: Lah, Sok (SLO) |
| 17 december 2023 19:00 | 1× 4×                | verslag | 2× 3×     | Jyske Bank Boxen, Herning Toeschouwers: 12.031 Scheidsrechters: Lah, Sok (SLO) |

## Eindrangschikking
| Rang | Ploeg             |
| ---- | ----------------- |
|      | Frankrijk         |
|      | Noorwegen         |
|      | Denemarken        |
| 4    | Zweden            |
| 5    | Nederland         |
| 6    | Duitsland         |
| 7    | Montenegro        |
| 8    | Tsjechië          |
| 9    | Brazilië          |
| 10   | Hongarije         |
| 11   | Slovenië          |
| 12   | Roemenië          |
| 13   | Spanje            |
| 14   | Kroatië           |
| 15   | Angola            |
| 16   | Polen             |
| 17   | Japan             |
| 18   | Senegal           |
| 19   | Oostenrijk        |
| 20   | Argentinië        |
| 21   | Servië            |
| 22   | Zuid-Korea        |
| 23   | Oekraïne          |
| 24   | Kameroen          |
| 25   | IJsland           |
| 26   | Congo-Brazzaville |
| 27   | Chili             |
| 28   | China             |
| 29   | Paraguay          |
| 30   | Kazachstan        |
| 31   | Iran              |
| 32   | Groenland         |